# Faszyzm rosyjski

Nieoficjalny symbol rosyjskiego faszyzmu, powszechnie używany zarówno przez rosyjskie siły zbrojne, jak i prowojennych Rosjan na całym świecie

Symbol „Z” w kolorach wstęgi Św. Jerzego

Faszyzm rosyjski (również raszyzm) – według niektórych badaczy, ideologia polityczna i praktyka społeczna rządzącego reżimu Federacji Rosyjskiej w XXI wieku. Jest to również termin używany na Ukrainie w celu określenia obecnego rosyjskiego reżimu politycznego i zwolenników rosyjskiej agresji militarnej.

## Historia
Wśród wielu radykalnych ruchów nacjonalistycznych lat 90. w Rosji znajduje się skrajnie prawicowa, faszystowska Ludowa Partia Narodowa Rosji (NNP), założona w 1994 roku przez Aleksandra Iwanowa-Suchariewskiego, wykształconego reżysera filmowego, i Aleksieja Szyropajewa, inspirowanego faszyzmem. Ruchy prawosławne i kozackie szerzyły specyficzną ideologię (росіянізм trb. rosijanizm trl. rosìânìzm). Ta ideologia była połączeniem populizmu, antysemickiego mistycyzmu, narodowej ekologii, prawosławia i nostalgii za carem. Partia liczyła zaledwie kilka tysięcy członków, ale historycznie wpłynęła na scenę pozaparlamentarną w Rosji poprzez znane gazety „Ja Ruskij” (Jestem Rosjaninem), „Dziedzictwo Przodków” i „Era Rossii”. Wkrótce partia popadła w kłopoty z prawem za podżeganie do nienawiści etnicznej, gazeta „Ja Ruskij” została ostatecznie zakazana w 1999 roku, a Iwanow-Suchariewski został skazany na kilka miesięcy więzienia, ale po zwolnieniu pozostał ważną postacią w kręgach bliskich pisarzom rosyjskim przez długi czas i kontynuował swoją działalność.
Alexander J. Motyl jest jednym z zachodnich politologów i historyków zajmujących się badaniem rosyjskiego faszyzmu. Timothy Snyder uważa, że Putin i jego reżim znajdują się pod bezpośrednim wpływem proroka rosyjskiego faszyzmu – Iwana Iljina. Władisław Inoziemcew, rosyjski badacz, uważa, że Rosja jest państwem faszystowskim we wczesnym stadium, tym samym twierdząc, że obecny rosyjski reżim polityczny jest faszystowski. Tomasz Kamusella, polski uczony badający nacjonalizm i pochodzenie etniczne, oraz Alister Heath, dziennikarz The Daily Telegraph, nazywają obecny autorytarny rosyjski reżim polityczny faszyzmem Putina. Maria Sniegowaja uważa, że Rosja kierowana przez Putina jest reżimem faszystowskim.

### Raszyzm
Ukraińcy faszyzm rosyjski określają jako Рашизм trb. Raszyzm trl. Rašizm. Terminy te są coraz częściej używane wśród elit wojskowych i politycznych Ukrainy, a także przez dziennikarzy, influencerów, blogerów itp. Na przykład sekretarz Rady Bezpieczeństwa Narodowego i Obrony Ołeksij Daniłow opowiada się za używaniem tego słowa w znaczeniu rosyjsko-putinowskiego faszyzmu, aby opisać rosyjską agresję na Ukrainę. Stwierdził też, że rosyjski faszyzm jest znacznie gorszy niż tradycyjny faszyzm: 

„Dzisiaj chciałbym zaapelować do wszystkich dziennikarzy, aby używali słowa „raszyzm”, ponieważ jest to nowe zjawisko w historii świata, które pan Putin stworzył ze swoim krajem – współcześni raszyści, którzy niewiele różnią się od faszystów. Wyjaśnię dlaczego: bo wcześniej nie było możliwości zniszczenia miast tyloma bombami lotniczymi, takim sprzętem, nie było takiej siły. Teraz zupełnie inne zdolności i wykorzystują je jako nieludzkie”.

Aleksandr Dugin w swojej książce, krytykowanej za granicą Rosji jako faszystowską, Podstawy geopolityki: geopolityczna przyszłość Rosji, która wywarła znaczący wpływ na rosyjskie elity wojskowe, policyjne i polityki zagranicznej przekonywał, że Ukraina powinna zostać zaanektowana przez Rosję, ponieważ „Ukraina jako państwo nie ma żadnego znaczenia geopolitycznego, żadnego szczególnego znaczenia kulturowego ani uniwersalnego, nie ma unikalności geograficznej, nie ma wyłączności etnicznej, jej pewne ambicje terytorialne stanowią ogromne zagrożenie dla całej Eurazji i bez rozwiązania problemu ukraińskiego ogólnie nie ma sensu mówić o polityce kontynentalnej. Ukraina nie powinna pozostać niezależna, chyba że jest to kordon sanitarny, co byłoby niedopuszczalne”. Książka mogła mieć wpływ na politykę zagraniczną Władimira Putina, która ostatecznie doprowadziła do rosyjskiej inwazji na Ukrainę w 2022 roku.
Podczas inwazji Rosji na Ukrainę, kiedy wyszły na jaw ofiary masakr w obwodzie kijowskim, na stronie rosyjskiej państwowej agencji informacyjnej RIA Nowosti ukazał się artykuł Timofieja Siergiejcewa „Co Rosja powinna zrobić z Ukrainą” uzasadniający ludobójstwo Ukraińców, który wzywał do represji, deukrainizacji, deeuropeizacji i etnocydu narodu ukraińskiego. Zdaniem eksperta od spraw rosyjskich z Oksfordu Samuela Ramaniego, artykuł „reprezentuje mainstreamowe myślenie Kremla”. Według Euractiv, Siergiejcew jest „jednym z ideologów współczesnego rosyjskiego faszyzmu”. Szef łotewskiego MSZ Edgars Rinkēvičs nazwał artykuł „zwykłym faszyzmem”.

## Funkcje i cechy

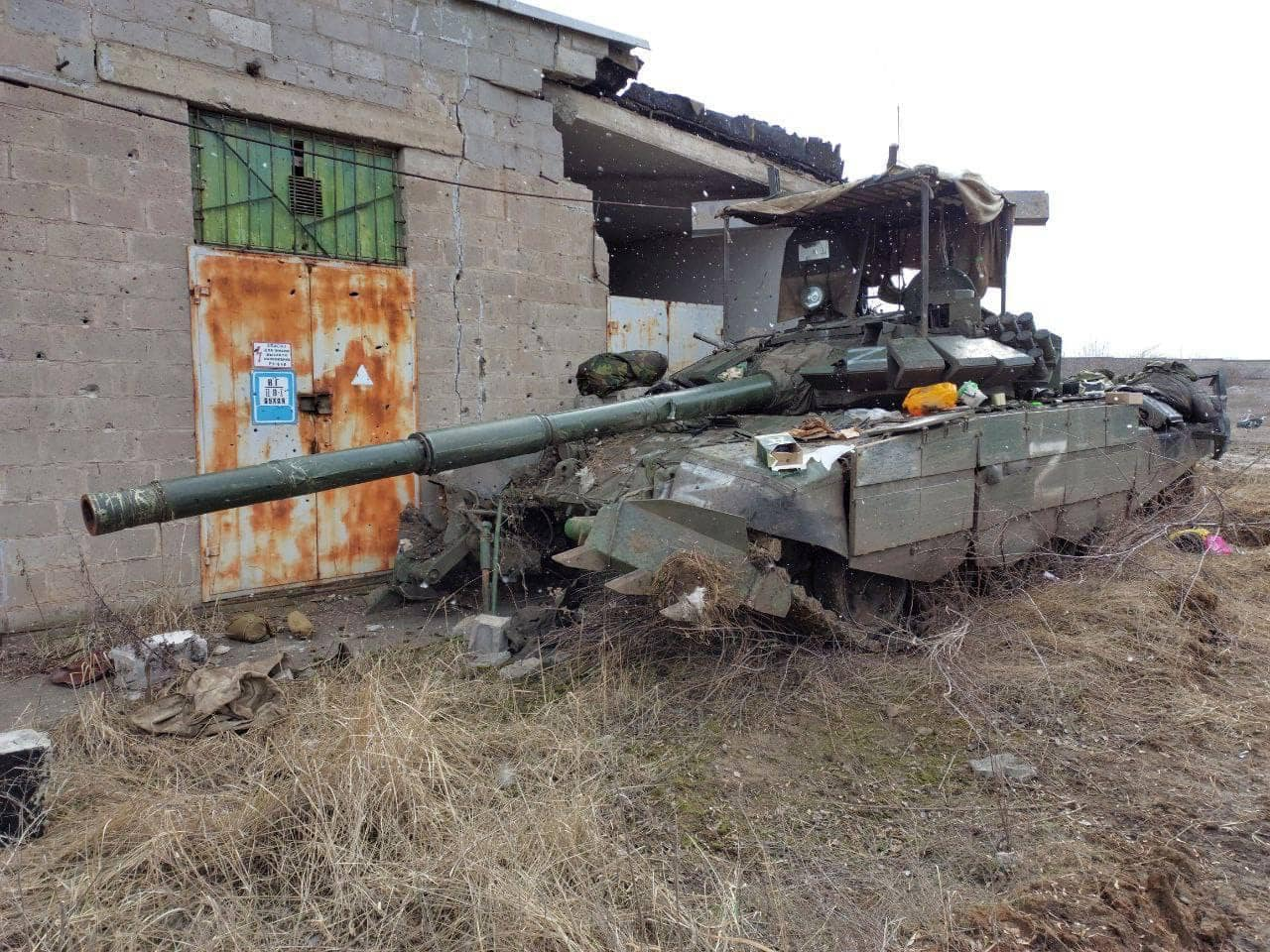
Zniszczony czołg rosyjski z symbolami Z (Mariupol, Ukraina)

Ukraiński historyk Kyryło Hałuszko, który bada fenomen faszyzmu, stwierdza, że rosyjski faszyzm ma następujące cechy:
- nieludzkie okrucieństwo
- zbrodnie przeciwko ludzkości
- pogarda dla uniwersalnych wartości

Według Hałuszki rosyjski faszyzm ma również głębokie korzenie w historii Rosji, w szczególności w historii Moskwy, Imperium Rosyjskiego i Związku Radzieckiego; rosyjski faszyzm, zdaniem Hałuszki, był najbardziej widoczny za rządów Putina w ciągu ostatnich 20 lat. Hałuszko twierdzi, że rosyjski faszyzm jest nieodłącznym elementem kultury rosyjskiej, więc historycy i badacze śledzą korzenie rosyjskiego faszyzmu w historii i kulturze Rosji.
Inny ukraiński historyk Władłen Marajew twierdzi, że nazizm, faszyzm, stalinizm i rosyjski faszyzm są w rzeczywistości tym samym. Według historyka najbardziej oczywistymi cechami wspólnymi są militaryzacja społeczeństwa, kult wojny, agresji, pragnienie nieustannego „blitzkriegu”, niezdolność do obiektywnej analizy własnych sił. Cechą odróżniającą rosyjski faszyzm od tradycjnego nazizmu i faszyzmu jest znaczna korupcja i nepotyzm, które są nieodłączną częścią obecnego autorytarnego reżimu w Rosji.
Politolog Stanisław Biełkowski twierdzi, że rosyjski faszyzm jest przebrany za antyfaszyzm, ale ma faszystowskie oblicze i istotę. Politolog Rusłan Klucznyk zauważa, że rosyjska elita uważa się za uprawnioną do budowania własnej „suwerennej demokracji” bez odniesienia do zachodnich standardów, ale z uwzględnieniem rosyjskich tradycji budowania państwa. Zasoby administracyjne w Rosji są jednym ze sposobów zachowania fasady demokratycznej, w której kryje się mechanizm bezwzględnej manipulacji wolą obywateli.
Rosyjski politolog Andriej Piontkowski przekonuje, że ideologia rosyjskiego faszyzmu jest pod wieloma względami podobna do niemieckiego faszyzmu (nazizmu), podczas gdy przemówienia prezydenta Władimira Putina odzwierciedlają podobne idee do przemówień Adolfa Hitlera.